# Alžírsko na Letních olympijských hrách 1992
Alžírsko se účastnilo Letní olympiády 1992 ve španělské Barceloně. Zastupovalo ho 35 sportovců (33 mužů a 2 ženy) v 7 sportech.

## Medailisté
| Medaile | Jméno             | Sport    | Soutěž             |
| ------- | ----------------- | -------- | ------------------ |
| Zlato   | Hassiba Boulmerka | Atletika | Ženy běh na 1500 m |
| Bronz   | Hocine Soltani    | Box      | muži Pérová váha   |